# Кизилжиде
Кизилжиде́ (каз. Қызылжиде) — село у складі Панфіловського району Жетисуської області Казахстану. Входить до складу Ушаральського сільського округу.
Населення — 244 особи (2021; 247 у 2009, 290 у 1999, 79 у 1989).